# 宁化街道
宁化街道是中国福建省福州市台江区下辖的一个街道，东以宁化路、新村二里中心线，经江滨西大道至闽风园江边为界，与义洲街道相邻；西北至上浦路，经江滨西大道、金山大桥西北侧的金沙园、桥下小岛北侧水域中心线，与鼓楼区相通；西南至闽江主航道中心线，与仓山区相望；北以工业路中心线为界，与上海街道接壤。

## 行政区划
宁化街道现辖5个社区：
宁化社区、福瑞社区、祥坂社区、长汀社区和福祥社区。